# Uncispionidae
Unscipionidae é uma família de animais anelídeos poliquetas pequenos, com corpos alongados e delgados. O grupo representa a menor e mais rara família dentre os espioniformes conhecidos. São caracterizados por apresentarem parapódios e cerdas direcionados para a cabeça no primeiro segmento, formando uma gaiola cefálica; ganchos neuropodiais bidentados ao longo da maior parte do corpo, sendo muito maiores e curvos nos dois últimos segmentos; estes ganchos são únicos entre os poliquetas espioniformes.

## Morfologia
Os uncispionídeos possuem corpos alongados e delgados, divididos em três regiões distintas: anterior, mediana e posterior.

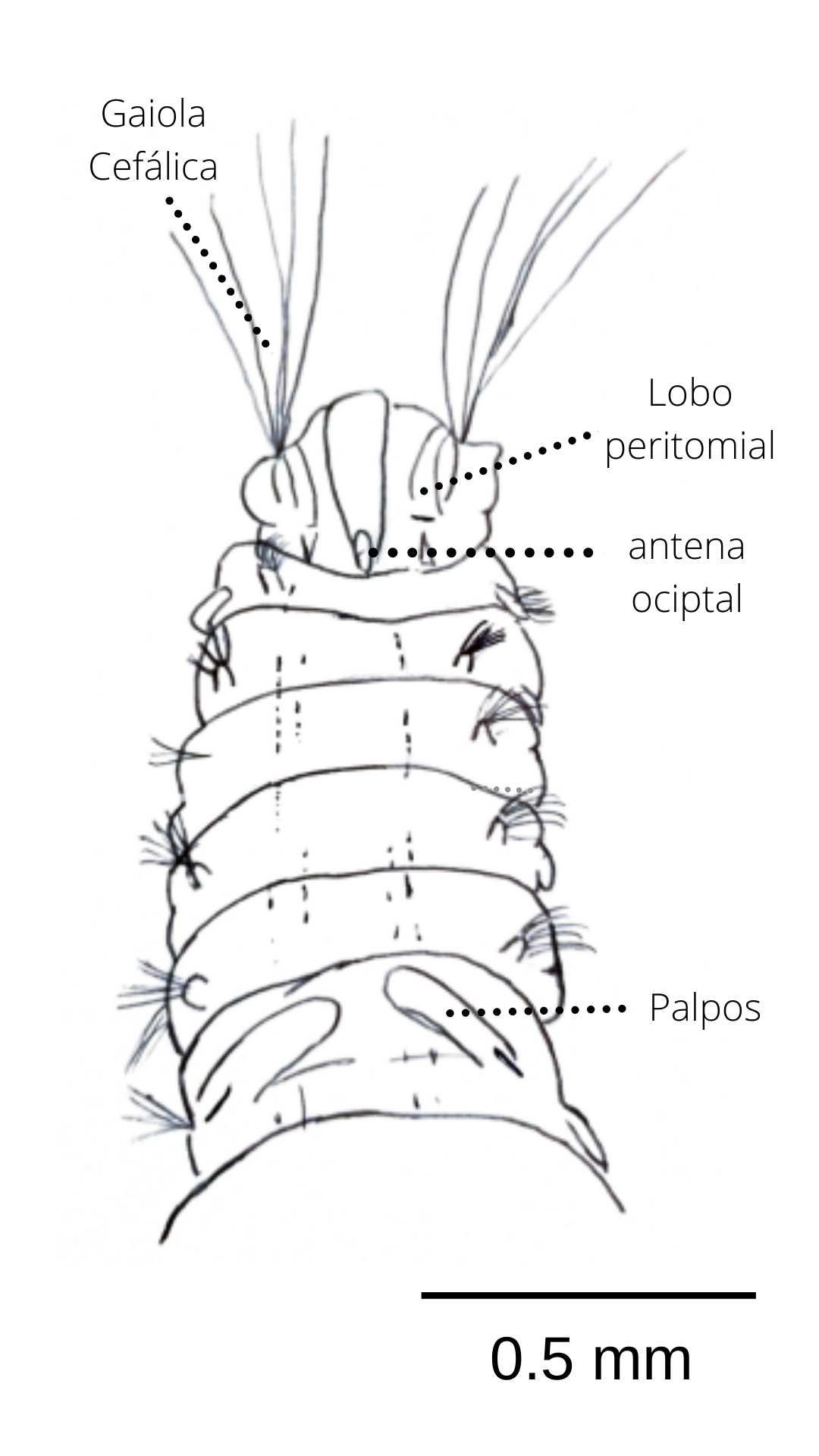
Vista dorsal da região anterior de Uncispionidae (adaptado de Beesley, Ross e Glasby, 2000).

Na região anterior fica a cabeça, que compreende o prostômio e o peristômio, sem a presença de segmentos associados. O prostômio tem forma elipsoidal e pode apresentar uma antena occipital, média ou curta, inserida na extremidade posterior. Não foi registrada a presença de órgãos nucais nem olhos.
Observa-se um par de palpos sulcados, inseridos dorsalmente, na junção entre o prostômio e o peristômio. Este par de palpos é muito curto e não se estende muito além da cabeça.
O peristômio encontra-se expandido dorsalmente com abas laterais, e apresenta boca estendida ventralmente. A faringe possui dois lobos orais anteriores, ciliados e arredondados. Essas estruturas surgem a partir do lábio dorsal. Quando estendida, a faringe também pode ter um par de curtos lobos laterais e um lobo mediano ventral perto da abertura da boca.
Todos os parapódios são birremes. O primeiro segmento apresenta parapódios baixos e cerdas capilares longas e espessas, direcionadas anteriormente, formando uma gaiola cefálica, característica marcante do grupo. Alguns segmentos possuem brânquias, que podem estar fundidas basalmente, ou separadas dos lobos notopodiais.
A região mediana possui cerdas capilares notopodiais longas e ganchos neuropodiais bidentados. Esses ganchos se iniciam no segmento 9 e seguem até o final do corpo.
A região posterior apresenta cerdas capilares notopodiais curtas. Os ganchos neuropodiais dos dois últimos segmentos são modificados em relação aos demais, sendo extremamente grandes e curvos.
O corpo do animal termina no no pigídio. O ânus é cercado por quatro a oito lóbulos anais digitados.
De forma geral, esses vermes são frágeis e podem se fragmentar facilmente durante o manuseio e fixação, resultando na perda da extremidade posterior dos animais. Ademais, os espécimes são pequenos e difíceis de examinar, dificultando o estudo de sua morfologia e anatomia. Há relatos de espécimes que apresentam coloração verde clara quando vivos, e cor clara ou opaca quando fixados em álcool.

## Hábitos
A existência de grandes ganchos neuropodiais modificados nos segmentos posteriores sugere que essas estruturas atuam na ancoragem dos vermes ao substrato, indicando também a construção de tubos ou galerias, e motilidade discreta. No entanto, não há informações disponíveis acerca da morfologia ou estrutura do abrigo desses animais.
Os lobos associados aos lábios indicam um papel na seleção de partículas e, provavelmente, são utilizadas para a alimentação e construção de tubos. De forma semelhante a outros grupos espioniformes, o par de palpos, provavelmente, atua na captura inicial das partículas na interface água-sedimento, que são transportadas em direção à boca por meio do sulco ciliado.
O par de lobos orais anteriores também desempenha um papel importante na seleção e manipulação de partículas, que chegam à abertura oral. Aparentemente, a faringe é capaz de se expandir e contrair, resultando em variação no tamanho da abertura da boca.  Entretanto, ainda são necessários mais estudos, para entender completamente a estrutura da faringe e as funções das outras estruturas orais.
Os ovos dos uncispionídeos possuem cerca de 100 μm a 120 μm de diâmetro e apresentam uma membrana espessa, com alvéolos corticais protuberantes. Essa morfologia também está presente nos ovos de outras espécies de poliquetas e em vários gêneros de Spionidae. Não se sabe sobre a biologia reprodutiva, embriologia nem desenvolvimento larval destes animais, contudo, a morfologia dos ovos sugere que os gametas são dispersos na coluna d'água e possuem desenvolvimento planctônico.

## Diversidade
Os uncispionídeos são organismos marinhos encontrados nas profundezas da plataforma continental e taludes, entre 200 m e 3000 m, e apresentam preferência por sedimentos finos, de barro e argila.
O grupo representa a menor e mais rara  família dentre os spioniformes atualmente conhecidos, possuindo três gêneros com oito espécies descritas. Há ocorrências registradas na Indonésia, Estados Unidos e Reino Unido. Não há registros da presença deste grupo no Brasil.
Não são conhecidos fósseis registrados de uncispionídeos.

## Taxonomia & Filogenia
Até o momento, Uncispionidae é uma família é composta por três gêneros e oito espécies, das quais a maioria é rara e consiste em apenas alguns registros.

#### História taxonômica
Os primeiros registros desses vermes incomuns foram feitos entre 1965 e 1971, os quais relataram a presença de fragmentos posteriores de poliquetas em águas profundas. Esses fragmentos possuíam ganchos bidentados posteriores anormalmente grandes, relativamente semelhantes aos ganchos encapuzados de espionídeos. Desta forma,  esses fragmentos foram considerados como pertencentes a espionídeos, sendo mencionados escassamente na literatura.
A primeira descrição formal de um uncispionídeo foi realizada em 1981, na qual foi descrita um táxon de águas profundas do Oregon. Essa espécie foi denominada Uncopherusa bifida e foi considerada como pertencente à família Flabelligeridae.  
A família Uncispionidae foi descrita apenas em 1982, com a descrição de uma nova espécie, Uncispio hartmanae, do sul da Califórnia, com características semelhantes a Uncopherusa bifida. Assim, as duas espécies foram transferidas para uma nova família denominada Uncispionidae, sugerindo que o que foi considerado como corpo coberto de papilas e areia (como ocorre em Flabelligeridae) era, de fato, um tubo. A família se sustentava principalmente pelos ganchos neuropodiais aumentados e modificados, presentes nos dois últimos segmentos.
O relato mais recente desses poliquetas espioniformes raros e incomuns foi feito por Blake e Maciolek em 2018. Com base em novas coleções, esses autores registraram novas espécies e gêneros que atualmente compõem a família.

#### Filogenia
Os caracteres que sustentam a monofilia do Uncispionidae são a presença de uma gaiola cefálica e ganchos neuropodiais bidentados, ao longo da maior parte do corpo, com ganchos maiores e curvos nos últimos 2 segmentos.
Embora semelhantes a Spionidae em termos de morfologia de ovos e larvas, e em particular à subfamília Nerininae, esses táxons diferem consideravelmente quando a morfologia de adultos é considerada. Assim, a sinonímia dos grupos não foi proposta devido ao fraco apoio durante as análises. 
Até o momento, não houve estudos filogenéticos de uncispionídeos usando dados de sequência molecular.